# Диплатинатристронций
Диплатинатристронций — бинарное неорганическое соединение, интерметаллид
платины и стронция
с формулой Sr3Pt2,
кристаллы.

## Получение
- Сплавление стехиометрических количеств чистых веществ:

{\displaystyle {\mathsf {2Pt+3Sr\ {\xrightarrow {930^{o}C}}\ Sr_{3}Pt_{2}}}}

## Физические свойства
Диплатинатристронций образует кристаллы
тригональной сингонии,
пространственная группа R 3,
параметры ячейки a = 0,9337 нм, c = 1,7762 нм, Z = 9,
структура типа диникельтриэрбия Er3Ni2
.
Соединение образуется по перитектической реакции при температуре 930°С.